# كين شورت
كين شورت (بالإنجليزية: Ken Short)‏ هو قسيس أسترالي، ولد في 6 يوليو 1927، وتوفي في 19 أكتوبر 2014.